# Tom Stuart-Smith
Tom Stuart-Smith (* 1960) ist ein britischer Gartengestalter.

## Leben
Tom Stuart-Smith, Sohn von Joan und des Anwalts Murray Stuart-Smith wuchs mit fünf Geschwistern auf der Home Farm auf dem Gut Serge Hill im Kirchspiel von St. Stephen in Abbots Langley bei St Albans in Hertfordshire auf, das sein Großvater Tom Motion 1927 gekauft hatte. Das Gut ist bereits auf der Zehnt-Karte von 1848 verzeichnet. Es liegt heute unweit einer Abfahrt der M25.
Stuart-Smith studierte in Cambridge Zoologie. Nach einer Begegnung mit Lanning Roper und Geoffrey Jellicoe beschloss er 1982, Landschaftsarchitektur zu studieren  und erwarb einen MA in Manchester. Danach arbeitete er für die Firma Colvin und Moggridge, Michael Brown und Elizabeth Banks Associates. Auch Penelope Hobhouse vermittelte ihm Aufträge.
Nach seiner Heirat 1986 bauten seine Eltern für ihn und seine Frau eine 17 m lange Holz-Scheune aus dem 17. Jahrhundert auf ihrem Hof als Wohnhaus um. Um die Scheune herum legte Murray Stuart-Smith ab 1989 einen großen Garten an, den Tom Stuart-Smith sehr bald umgestaltete. Er riss den erst 1991 angelegten Rosengarten heraus und bepflanzte ihn mit Stauden.
Das Paar hat drei Kinder, Rose, Ben und Harry.

## Werk

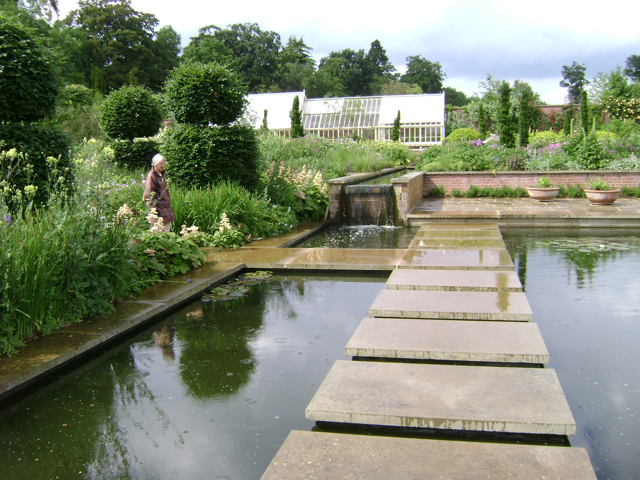
Teich im ummauerten Garten von Broughton Grange, Oxfordshire

Tom Stuart-Smith gärtnerte, seit er 16 war. Seit 1980 gestaltete er Gärten auf professioneller Basis, sein erster großer Auftrag war Broughton Grange in Oxfordshire im Jahr 2000, das heute dem skandalträchtigen RBS-Bankier Stephen Hester gehört. 1996 gründete er die Firma Tom Stuart-Smith Ltd., die sieben Angestellte hat.

### Barn Garden
Tom Stuart-Smith hat zusammen mit seiner Frau ein Buch über den Barn-Garden publiziert. Hinter dem Haus legte er eine Blumenwiese an. Die Freude daran wurde ihm jedoch durch einen Cousin verdorben, der den Bewuchs als „Autobahn-Gänseblümchen“ bezeichnete. Danach achtete er darauf, dass hier keine Margeriten, sondern nur „bessere“ Wildblumen wie Skabiosen und Schlüsselblumen wuchsen. 1998 legte das Paar einen Gemüsegarten an, den Sue Stuart-Smith betreut. Der Innenhof ihres Hauses war ursprünglich mit Hecken bepflanzt, die Tom und Harry Stuart-Smith jedoch 2007 mit Kettensägen beseitigten. Sie füllten einen Teil des Geländes auf und installierten hier die rostigen Corten-Bassins aus Tom Stuart-Smiths Chelsea-Garten von 2006, der die Begegnung von Romantik und Moderne symbolisieren sollte. Er ist mit Astrantien, Wolfsmilch, Zier-Salbei „Ostfriesland“ und Bart-Iris bepflanzt. Dazu kommen mehrfarbige Tulpen und Narzissen. Der Garten wird von einem Gärtner betreut. In der Umgestaltung des Gartens setzte Stuart-Smith großflächig über 1500 m2 Pflanzengifte (Glyphosat) ein, um Arbeit zu sparen.
Der Garten ist als Teil der Serge Hill Gardens im Rahmen des National Gardens Scheme für die Öffentlichkeit zugänglich.

### Weitere Gärten
- Daily Telegraph Garden, Chelsea Flower Show 2006.
- Trentham Estate in Staffordshire
- Whitehall Garden, Norfolk
- Rosemoor, Devon für die Royal Horticultural Society mit Elisabeth Banks Associates
- Courtyard Garden der Royal Academy of Arts, Keeper's House, Mayfair, London[11]
- Mount St. John, Yorkshire
- Wisley, Surrey, Bepflanzung um das Bicentenary Glashouse, 2006–07[12].
- RHS Garten Bridgewater

## Stil

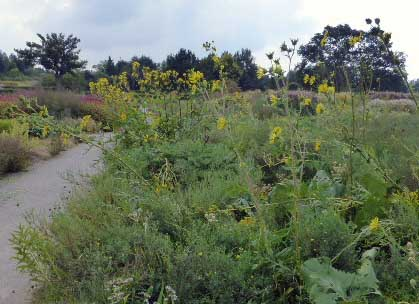
Wisley 2014, Präriegarten um das Jubiläums-Gewächshaus

In seiner Frühzeit war Tom Stuart-Smith vor allem von klassischen englischen Landhausgärten wie Sissinghurst und Hidcote beeinflusst. In seiner frühen Phase benutzte er klassische Bauerngärten-Pflanzen wie gefüllte Pfingstrosen, Rosen und Geranien in Pastelltönen. Er nennt diese heute seine „Rosa-Plüsch-Phase“. Später verwendete er vor allem grellbunte Exoten wie Kniphofia. In den 1980er Jahren beeinflusste ihn vor allem der Thijssepark in Mastelveen, heute die Arbeit von Piet Oudolf und Cassian Schmidt im Hermannshof in Weinheim. Seit den 1990er Jahren verwendet er verstärkt Stauden und zweijährige Pflanzen wie Königskerzen und Schlafmohn. Selbst sehr groß, bevorzugt Stuart-Smith große Pflanzen, wie Riesenfenchel, Alant, Eselsdistel, Königskerzen, Malven, Haarstrang und Eremurus. Er mag Pflanzen, „die ihn ins Gesicht blicken“. Er glaubt, dass hohe Pflanzen einen Garten größer erscheinen lassen. Stuart-Smith entwarf in seiner Zeit bei Michael Brown auch öffentliche Grünanlagen, glaubt aber, dass seine Talente auf dem Gebiet der Privatgärten liegen.
Seinen jetzigen Stil bezeichnet Stuart-Smith als überzeichneten (supernormal) Naturalismus, in dem er Kulturformen heimischer Pflanzen verwendet und natürliche Ökotope in mehr dramatischer Form nachahmt. Er will das Konzept des Gartens dekonstruieren, bis nur noch ein zentrales gärtnerisches Thema übrigbleibt, das dann gleichmäßig über den ganzen Garten verteilt wird. Exotische Pflanzen beschränkt er auf den Bereich direkt um das Haus. 2011 legte er allerdings im Barn-Garden eine Prärie mit nordamerikanischen Pflanzen wie Rudbeckien, Sonnenhut und Goldrausch an. Stuart-Smith gestaltete auch pflegeleichte Stadt-Gärten mit Farnen und dem inzwischen in der Natur bedrohten tasmanischen Baumfarn (Garten von Scott Sullivan und Anna Marrs in Nord-London und den Courtyard Garden der Royal Academy in London).
Das System von Gartenräumen, wie es in England durch Sackville-West und Johnston popular wurde, lehnt Stuart-Smith ab. Er will Gärten, die ein Kontinuum darstellen. Dazu verwendet er wenige Pflanzenarten in sorgfältig ausgewählten Farbtönen, die wiederholt verwendet werden und bänderartige Pflanzungen. Rittersporn, alte Rosenarten, Kniphofia, Essigrosen und Nelken hat er inzwischen aus seinen Gärten verbannt. Er schätzt jedoch auch den Stil von William Kent, z. B. Rousham in Oxfordshire. Als Lieblingspflanzen nennt er Echinacea purpurea, Cornus kousa, Hakonechloa macra, Molinia caerulea und Buxus sempervirens. Dazu kommen Eupatorium maculatum und Stipa calamagrostis. In seinen Gärten dominieren bordeauxrot, lila und braune Farbtöne.
Stuart-Smiths Stil wurde als „brutal“ bezeichnet. Der Gartenjournalist Noel Kingsbury glaubt dagegen, dass Stuart-Smith die klassische englische Blumenrabatte ins 21. Jahrhundert übertragen hat.
Obwohl Stuart-Smith naturnahe Gärten gestaltet, verwendet er Unkrautvernichtungsmittel wie Glyphosat, zum Beispiel im Garten von Knepp Castle, einem Gut, das ansonsten für „Rewilding“ und Nachhaltigkeit bekannt ist.
Das Garden Museum in Lambeth widmete seinem Werk 2011 eine Ausstellung.

## Preise
Tom Stuart-Smith nahm das erste Mal 1998 an der Chelsea Flower Show teil und gewann insgesamt acht Goldmedaillen. Seine Gärten wurden dreimal als „Best in Show“ ausgezeichnet.